# Michael Tomasello
Michael Tomasello (Bartow, 18 januari 1950) is een Amerikaans ontwikkelingspsycholoog en een van de directeuren van het Max-Planck-Institut für evolutionäre Anthropologie in Leipzig. Hij doet onderzoek om de unieke cognitieve en culturele processen bloot te leggen die de mens onderscheidt van de dichtstbijstaande primaten, de Hominidae (mensachtigen).

## Prijzen
- lid van de Deutsche Akademie der Wissenschaften Leopoldina (sinds 2003)
- Guggenheim Fellowship, 1997
- Prix International van de Fondation Fyssen, Parijs, 2004
- Jean Nicod Prijs, Parijs, 2006
- Premio mente e cervello (Geest en breinprijs), Universiteit van Turijn, 2007
- fellow van de Cognitive Science Society (sinds 2008)
- Hegelpreis, Stuttgart, 2009
- Heinekenprijs (Koninklijke Nederlandse Akademie van Wetenschappen), 2010

## Werken
- Tomasello, M. & Call, J. (1997), Primate Cognition. Oxford University Press.
- Tomasello, M (1999) The Cultural Origins of Human Cognition. Harvard University Press. ISBN 0-674-00582-1(Winner of the William James Book Award of the APA, 2001)
- Tomasello, M (2003) Constructing a Language: A Usage-Based Theory of Language Acquisition, Harvard University Press. ISBN 0-674-01764-1 (Winner of the Cognitive Development Society Book Award, 2005)
- Tomasello, M. (2008). Origins of Human Communication. MIT Press. (Winner of the Eleanor Maccoby Award of the APA, 2009)
- Tomasello, M. et al. (2009). Why We Cooperate. MIT Press.